# اچ‌ام‌اس نیوجرسی (۱۷۳۶)
اچ‌ام‌اس نیوجرسی (۱۷۳۶) (به انگلیسی: HMS Jersey (1736)) یک کشتی بود که طول آن ۱۴۴ فوت (۴۳٫۹ متر) بود.